# Rising Sun (Indiana)
Rising Sun è una città degli Stati Uniti d'America, situata nello Stato dell'Indiana e in particolare nella contea di Ohio, della quale è il capoluogo. La città si trova lungo la riva del fiume Ohio.